# Egészségügyi ABC
Az Egészségügyi ABC orvosi tájékoztató kiadvány, amelyet a Medicina Könyvkiadó 1966 és 1990 között több alkalommal is megjelentetett.

## Tartalma, kiadásai
A könyv sokkal sokoldalúbb és bővebb volt, mint kora minden más tájékoztató jellegű orvosi kiadványa, használatát különösen megkönnyítette, hogy az egyes fogalmak betűrendben követik egymást. Főszerkesztője évtizedeken keresztül Jellinek Harry professzor emeritus volt. Legutolsó kiadása 1990-ben került a polcokra, megújult névvel és külsővel, „Új” előtaggal a borítón.
Szintén a szórakoztatva informálást szolgálta az is, hogy karikatúrák kerültek a könyvbe.

## Terjedelme, mérete
Terjedelme 682 és 795 oldal között váltakozott, általában ötévente készült új kiadás. A legtöbb oldalt (795-öt) az 1974. januári harmadik kiadás tartalmazta, sok illusztrációval, ezen belül több színes táblát, és a könyv végén kilenc anatómiai képet.
A könyv mérete az első kiadástól az utolsóig 24-szer 17 cm maradt.

## Borítók
Az 1974-es kiadás piros-sárga, az 1985-ös pedig kék-sárga színvilágú.

## Szerkesztőbizottság
- Brencsán János
- Gergely  János
- Gorácz   Gyula
- Jellinek Harry (főszerkesztő)
- Somogyi  Endre
- Rosta János

## Szerzők
| Balog János    | Bíró Imre          | Brencsán János | Echter Tibor     |
| Fekete György  | Gábor György       | Gergely János  | Gorácz Gyula     |
| Götcze Árpád   | Hársing László     | Hüttl Tivadar  | Irányi Jenő      |
| Jellinek Harry | Kádár Anna         | Kerényi Tibor  | Kis-Várday Gyula |
| Kovács András  | Kovács György      | Kovács László  | Kneffel Pál      |
| Lénárt György  | Regöly-Mérei Gyula | Rosta János    | Rózsa György     |
| Schuler Dezső  | Salhavy Tibor      | Somogyi Endre  | Sótonyi Péter    |
| Széll Kálmán   | Zajkás Gábor       | Záray Ervin    | Zempléni Tibor   |